# 1878年奧匈帝國在波斯尼亞和黑塞哥維那的戰鬥

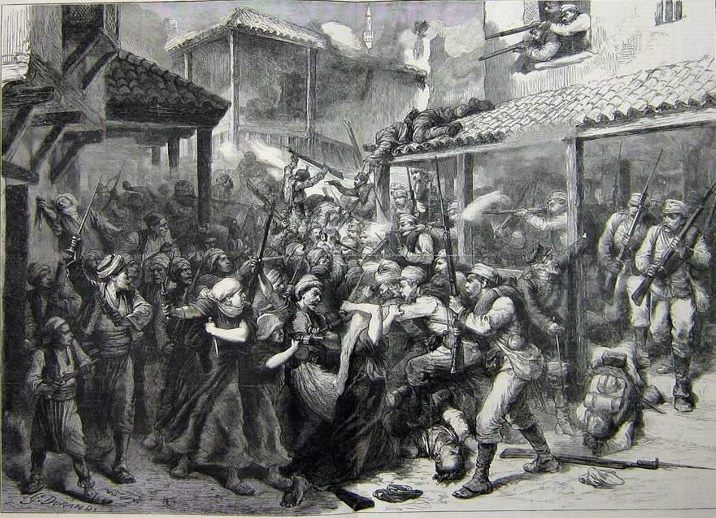
薩拉熱窩戰役

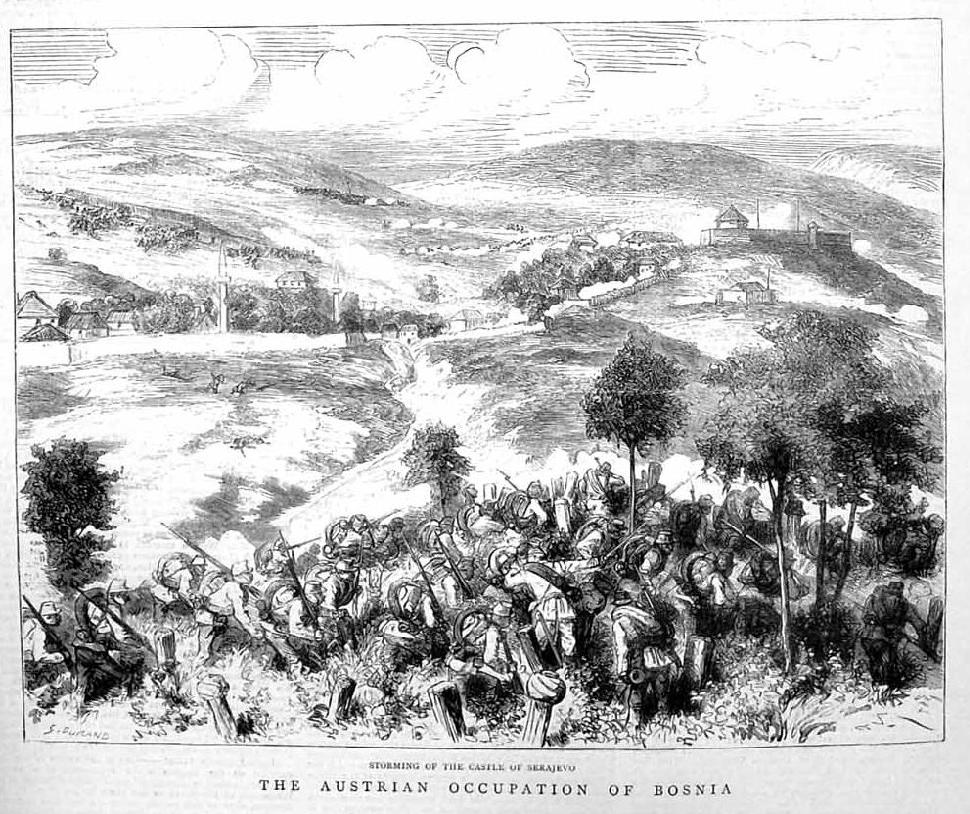
圍攻薩拉熱窩城堡

波斯尼亞、黑塞哥維那和新帕扎爾的桑賈克（1904年）

在波斯尼亞和黑塞哥維那建立奧匈帝國統治的運動，從1878年7月29日持續到10月20日，奧匈帝國在此同由奧斯曼帝國支持的當地武裝勢力交戰。奧匈帝國軍隊分兩次進入該國：一次從北部進入波斯尼亞，另一次從南部進入黑塞哥維那。8月的一系列戰斗在19日薩拉熱窩淪陷時達到高潮。在丘陵鄉村，游擊戰一直持續到最後一個叛軍據點在他們的領導人被俘後被攻陷。
奧匈帝國被迫動用五個軍團，合共153,300名士兵和112門大砲來征服波斯尼亞和黑塞哥維那。總參謀部估計有79,000名武裝叛亂分子由13,800名奧斯曼正規軍和大約77支槍協助。奧匈帝國的總損失約為5,000人，其中946人死亡，272人失踪，3,980人受傷。奧匈帝國的傷亡人數慘重，戰役的意外暴力導致指揮官和政治領導人之間相互指責。沒有可靠的波斯尼亞或奧斯曼損失估計。
繼佔領波斯尼亞和黑塞哥維那之後，奧匈帝國也於1879年9月10日占領了新帕扎爾的桑賈克，執行了柏林會議的另一項協定。